# Международная федерация йоги
Международная федерация йоги (англ. International Yoga Federation) — некоммерческая федерация, объединяющая миллионы практикующих йогу, учителей, центры и организации йоги со всего мира.

## Структура
Члены федерации разделены на 3 категории:
- члены с правом голоса
- ассоциированные члены без права голоса
- и почётные члены без права голоса.

Генеральная ассамблея (англ. General Assembly) — высший орган МФЙ, состоит из всех членов федерации. Собрания генеральной ассамблеи проводятся ежегодно. Генеральная ассамблея МФЙ также выполняет управляющие функции во Всемирном обществе йоги.
Исполнительный комитет (англ. Executive Board) выбирается генеральной ассамблеей на четырёхлетний срок; собрания комитета проводятся ежемесячно. Состав комитета:
- Президент: Фернандо Эстевез-Грего (Дхармачари Свами Майтриянанда). Выполняет руководящие функции.
- Директор и международный секретарь: Ашок Кумар Аггарвал
- Генеральный секретарь (англ. Secretary General): Инка Фернандез-Лонг. Административные функции.
- Исполнительные директора:
  - Директор МФЙ: Ашок Кумар Аггарвал. Отвечает за проведение мероприятий и международную координацию.
  - Директор МФЙ в Европе: Йогачарья Карлос Мигель Перес.
  - Директор Американского союза йоги и Латинской Америки: Евгения Салас (Матаджи Лакшми Деви).
  - Директор МФЙ в Индии : К. С. Шарма
  - Директор Франкоязычной МФЙ: Роберт Вилльямс (Свами Саи Шивананда)
  - Директор Арабского фонда МФЙ: Ноуф Марваай

Исполнительный офис международного секретариата МФЙ (англ. The Executive Office  International Secretariat ):
- Генеральный секретарь МФЙ: Йогачарья Евгения Салас (Матаджи Лакшми Деви)

- Секретарь по Азии - Радха Киршнан (Индия)
- Секретарь по Европе - Мерседес Пасос (Португалия)
- Секретарь в России:  Андрей Верба (Россия)
- Секретарь в Индии: Навин Ачарья
- Секретарь по Америке - Камила Заппиа (Аргентина)
- Секретарь по Африке - Ниламегаме
- Интернет координатор - Гиорги Бердзенишвили (Грузия)

Полный список секретариата МФЙ (англ.)

### Внутренняя административная структура
Исполнительное ведомство выбирается Исполнительным комитетом для помощи президенту. С 1 января 2001 ведомство находится в Монтевидео (Уругвай).
Секретариат МФЙ выбирается Исполнительным комитетом и находится в подчинении Генерального секретаря.
Консультативный совет — Всемирный совет йоги. Образован в 1965 году в Индии, был первой вехой на пути к МФЙ. Состоит из гранд-мастеров йоги.

## Состав
Российскую Федерацию в IYF представляют организации: Клуб йоги OUM RU, Федерация йоги России, Московский и Санкт-Петербургский Аштанга Йога центр.
Список членов МФЙ (англ.)